# Minidraco et ses évolutions
Pour les articles homonymes, voir Draco (homonymie).
Minidraco (ミニリュウ, Miniryu, dans les versions originales en japonais) et ses évolutions Draco (ハクリュー, Hakuryu) et Dracolosse (カイリュー, Kairyu) sont trois espèces de Pokémon de première génération.

## Création
Propriété de Nintendo, la franchise Pokémon est apparue au Japon en 1996 avec les jeux vidéo Pocket Monsters Vert et Pocket Monsters Rouge. Son concept de base est la capture et l'entraînement de créatures appelées Pokémon, afin de leur faire affronter ceux d'autres dresseurs de Pokémon. Chaque Pokémon possède un ou deux types – tels que l'eau, le feu ou la plante – qui déterminent ses faiblesses et ses résistances au combat. En s'entraînant, ils apprennent de nouvelles attaques et peuvent évoluer en un autre Pokémon.
Le nom de Minidraco est issu du préfixe « mini », en référence au stade d'évolution de ce Pokémon, et d'une déclinaison de dragon. Le nom de Draco est une déclinaison de dragon. Le nom de Dracolosse est issu de dragon et de colosse, en référence à sa forte stature.

## Description

### Minidraco
Minidraco est un Pokémon de la première génération. Il porte le numéro national 147. Minidraco ressemble à un petit serpent de mer. Il est bleu sur le dos et blanc sur le ventre. Il mesure 1,8 mètre de long. Il a deux espèces de nageoires sur les côtés de la tête, on ne peut différencier son nez de sa bouche car le deux sont réunis.
Il fut longtemps considéré comme légendaire, avant qu'on en découvre une colonie dans les océans. Il mue pour grandir et se cache derrière une cascade pour muer sans danger.
Minidraco évolue en Draco au niveau 30 qui lui-même évoluera au niveau 55

### Draco
Draco est un Pokémon de la première génération. Il porte le numéro national 148. Draco ressemble à un grand serpent de mer. Il est bleu sur le dos et blanc sur le ventre. Il mesure 4 mètres de long.
Le pokédex le dit capable de contrôler le climat quand son aura brille. On obtient Draco en faisant évoluer Minidraco niveau 30 .

### Dracolosse
Dracolosse est un pokémon de la première génération. Il porte le numéro 149. En faisant monter son Draco au niveau 55, on obtient un Dracolosse. C'est d'ailleurs l'un des Pokémon qui évoluent tardivement. 
Dracolosse ressemble aux dragons des légendes médiévales, mais aux proportions différentes : cou très court, des antennes sur la tête et de toutes petites ailes qui lui permettent, quand même de voler. Selon le Pokédex,
il vole très rapidement pouvant faire le tour du monde en un jour.

## Apparitions

### Jeux vidéo
Minidraco, Draco, Dracolosse apparaissent dans la série de jeux vidéo Pokémon. D'abord en japonais, puis traduits en plusieurs autres langues, ces jeux ont été vendus à près de 200 millions d'exemplaires à travers le monde.
Dracolosse est notamment le Pokémon fétiche de Peter, le dresseur de dragons membre de la Ligue Pokémon dans Pokémon Rouge et Bleu et Pokémon Or et Argent. Dans ces premiers jeux, il a la particularité de détenir l'attaque « Bouclier » qu'il lui est normalement parfaitement impossible d'apprendre.

### Série télévisée et films
La série télévisée Pokémon et les films qui en sont issus narrent les aventures d'un jeune dresseur de Pokémon du nom de Sacha, qui voyage à travers le monde pour affronter d'autres dresseurs ; l'intrigue est souvent distincte de celle des jeux vidéo.